# Granulodiplodia granulosella
Granulodiplodia granulosella är en svampart som beskrevs av Zambett. 1955. Granulodiplodia granulosella ingår i släktet Granulodiplodia och familjen Botryosphaeriaceae.   Inga underarter finns listade i Catalogue of Life.